# Kroyeria deetsi
Kroyeria deetsi is een eenoogkreeftjessoort uit de familie van de Kroyeriidae. De wetenschappelijke naam van de soort is voor het eerst geldig gepubliceerd in 2000 door Dippenaar, Benz & Olivier.